# 新関久正
新関 久正（にいぜき ひさまさ）は、安土桃山時代から江戸時代前期にかけての武将。最上氏の家臣。出羽国櫛引郡藤島城主。

## 略歴
永禄11年（1568年）、誕生。
慶長7年（1602年）、藤島六千五百石を給せられ、同時に藤島城主、大宝寺城(後の鶴ヶ岡城)代に任じられた。慶長12年（1607年）からは赤川の用水堰の工事に着手しており、完成したのは久正没後の元禄2年（1689年）であったが、久正の通称であった因幡守から取って因幡堰と名付けられた。慶長16年（1611年）、北楯利長が義光に立谷沢川の水を田川郡北辺の平野部に引く疏水の建設を願い出た際は、難工事が予想されたため反対意見も多かった中、久正の強い勧めもあって翌年着工している。
慶長19年（1614年）に一栗高春が清水義親を擁して叛乱を起こし、久正の邸で下吉忠と志村光惟（光清とも、志村光安の子）を殺害した際は、高春を追撃して鎮圧した。
最上氏の改易後は土井利勝に預けられ、寛永元年（1624年）に古河で没した。